# Ust-Port
Ust-Port (en rus: Усть-Порт) és un poble (un possiólok) del krai de Krasnoiarsk, a Rússia, que en el cens del 2010 tenia 338 habitants. Pertany al districte de Dudinka.